# Neognomidolon pereirai
Neognomidolon pereirai là một loài bọ cánh cứng trong họ Cerambycidae.